# プルサック環礁
プルサック環礁（英語: Pulusuk）は北西太平洋カロリン諸島の環礁。プルスク環礁やホーク環礁としても知られる。ミクロネシア連邦チューク州に属しており、同名の自治体にもなっている。
プルスクはチューク環礁から245km程西南西の位置にあり、プンナップ環礁やプルワット環礁などの西方諸島と共に"Pattiw"と呼ばれている。環礁は55km程の長さで多くが水面下であり、南端に島が存在しており、プルスク島やホーク島と呼ばれる。

欧州人による最初の発見記録は1799年、Filipino号に乗っていた船長でスペイン海軍将校のJuan Antonio de Ibargoitiaによるもので、彼はBartoloméとして記録している。

## 註
1. ↑  Statoids.com, retrieved December 8, 2010
2. ↑  “Oceandots - Houk”. 2010年12月23日時点のオリジナルよりアーカイブ。2014年8月23日閲覧。
3. ↑  Robson, R.W. The Pacific Islands Handbook New York 1946. p.142
4. ↑  Sharp, Andrew The discovery of the Pacific Islands Oxford, 1960, p.183.
5. ↑  Brand, Donald D. The Pacific Basin: A History of its Geographical Explorations The American Geographical Society, New York, 1967, p.141.